# Akcent (румунський гурт)
Akcént (румунською Акчент) — румунський поп-гурт. Заснований у 1999 році.

## Історія
Адріан Суне створив гурт у 1999 році. У той час він складався з нього і його подруги Рамони Барти. У 2000 році вийшов перший альбом групи «Senzatia» («Сенсація»). На пісню «Ultima Vara» («Останнє літо») був знятий кліп. Альбом не мав успіху, і в 2001 році Рамона залишає гурт, вийшовши заміж і переїхавши до США на постійне проживання.
2001 року склад гурту змінився: крім Адріана, до нього увійшли Маріус Неделку, Сорін Бротней і Міхай Груя. Їх дебютний румуномовний альбом «In Culori» вийшов у Румунії 10 січня 2002, він містив хіти «Ti-am Promis» (Я тобі обіцяв), «Prima Iubire» (Перша любов) і «In Culori» (У кольорі). Композитором цього і наступного альбомів був Маріус Мога, тоді ще початківець-музикант, а нині — лідер групи Morandi та один з найвідоміших румунських композиторів і продюсерів.
Альбом 2004 року «Poveste De Viata» (Розповідь про життя) став новою сторінкою в творчості колективу, ознаменованной співпрацею з групою Play & Win, які стали авторами майже всіх пісень. Виняток — пісня «Hey, Baby (Spune-mi)», написана Богданом Попоягом та Едуардом Олександру з групи Unu.
Композиція Kylie піднялася на вершину кількох європейських музичних чартів. Англомовний дебютний альбом French Kiss with Kylie був випущений в Європі 23 серпня 2006 року та включав їх 2 європейських головних хіта: «Kylie» і «Jokero».
У квітні 2008 Маріус Неделку вийшов зі складу групи, зробивши вибір на користь сольної кар'єри. На його місце в травні 2008 року приходить екс-учасник румунської рок-групи Bliss Корнеліу Уліч, який протримався в групі всього півроку і вирішив піти, щоб закінчити свою акторську освіту. За участю Корнеліу була записана пісня «Umbrela Ta» («Твоя парасолька»).
У 2009 гурт випускає новий альбом «Fara Lacrimi» («Без сліз»). Пісні «Stay With Me» і «That's My Name» є популярними на радіостанціях у Румунії, а також в інших європейських країнах.

## Склад
За все існування групи змінено 3 склади:
| Роки                      | Виконавці                                                              |
| ------------------------- | ---------------------------------------------------------------------- |
| 1999 — 2001               | Adrian Claudiu Sână, Ramona Barta                                      |
| 2001 — 2008               | Adrian Claudiu Sână, Mihai Gruia, Sorin Ştefan Brotnei, Marius Nedelcu |
| 2008 — кінець 2008        | Adrian Claudiu Sână, Mihai Gruia, Sorin Ştefan Brotnei, Corneliu Ulici |
| з кінця 2008 — тепер. час | Adrian Claudiu Sână, Mihai Gruia, Sorin Ştefan Brotnei                 |

## Виконавці
- Adrian Claudiu Sână (Адріа́н Кла́удіу Си́не) — перший соліст гурту, він же створив його. Є нинішнім учасником з 1999 року.

- Ramona Barta (Рамо́на Ба́рта) — друга солістка гурту подруга Адріана. Була в складі в період 1999-2001 рр.

- Mihai Gruia (Міха́й Груя́)- третій соліст гурту. Є нинішнім учасником з 2002 року.

- Sorin Ştefan Brotnei (Сорі́н Штефа́н Бро́тней) — четвертий соліст гурту. Є нинішнім учасником з 2002 року.

- Marius Nedelcu (Ма́ріус Неде́лку) — п'ятий соліст гурту. Був солістом в період 2002—2008 рр.

- Corneliu Ulici (Корне́ліу Улі́ч) — шостий соліст гурту. Прийшов на місце Маріуса Неделку в травні. Молодший учасник групи. Був у групі до кінця 2008 року.

## Дискографія

### Альбоми
1. «Senzația» (2000)
2. In Culori (2002)
3. 100 BPM (2003)
4. Poveste De Viata (2004)
5. S.O.S. (2005)
6. Primul Capitol (2006)
7. King Of Disco (2007)
8. Fara Lacrimi (2009)

### Міжнародні альбоми
1. French Kiss with Kylie (2006)
2. French Kiss with Kylie — Re-Release (2007)
3. True Believers (2009)

### Сингли
| Сингл (рік)                    | Місце в чарті (та країна) |
| ------------------------------ | --- |
| «Ti-am promis» (2002)          | # 1 Румунія |
| «Prima iubire» (2002)          | # 2 Румунія |
| «In culori» (2002)             | # 7 Румунія |
| «Buchet de trandafiri» (2003)  | # 1 Румунія |
| «Suflet pereche» (2003)        | # 4 Румунія |
| «Kylie» (2005)                 | # 1 Нідерланди, Фінляндія # 2 Норвегія, Польща, Туреччина # 3 Бельгія # 4 Швеція, Росія # 5 Україна # 12 Франція # 20 Іспанія |
| «Dragoste de inchiriat» (2005) | # 1 Польща # 2 Румунія # 4 Нідерланди                                                                                         |
| «Jokero» (2005)                | # 1 Румунія # 6 Росія # 14 Польща # 18 Нідерланди                                                                             |
| «French Kiss» (2006)           | # 9 Румунія # 35 Польща |
| «Phonesex» (2007)              | # 9 Румунія # 54 Польща |
| «King of Disco» (2007)         | # 7 Румунія # 31 Польща |
| «Let's Talk About It» (2007)   | # 7 Румунія # 19 Польща |
| «Stay With Me» (2008)          | # 1 Румунія, Сербія, Туреччина, Болгарія                                                                                      |
| «Lover's Cry» (2008)           | # 1 Сербія # 2 Албанія # 3 Хорватія # 33 Польща                                                                               |
| «That's My Name» (2009)        | # 1 Болгарія, Албанія, Йорданія # 4 Румунія                                                                                   |